# Campionato femminile Rugby Europe 2022
Il campionato femminile Rugby Europe 2022 (in inglese 2022 Women's XV European Championship) fu la 25ª edizione del torneo europeo di rugby a 15 femminile organizzato da Rugby Europe.
Si tenne dal 19 febbraio al 12 marzo 2022 tra le squadre nazionali di Paesi Bassi, Russia e la Spagna campione uscente.
Dopo avere saltato l'edizione 2021 a causa delle restrizioni imposte per contrastare la pandemia di COVID-19, Rugby Europe ripristinò la cadenza del torneo e il 19 gennaio 2022 ne rese noto il calendario.
La Spagna, campione uscente, confermò il suo titolo affermandosi per la nona volta, quinta consecutiva, con un turno d'anticipo sulla fine avendo vinto entrambi i suoi incontri con Paesi Bassi (69-0) e Russia (27-0).
A seguito dell'invasione russa dell'Ucraina del 2022, Rugby Europe dispose il divieto alla rappresentativa russa sia di esposizione della propria bandiera durante l'incontro con la Spagna e, nella fase di presentazione delle squadre, l'esecuzione del proprio inno nazionale.
Con un successivo comunicato giunse anche la sospensione della federazione rugbistica russa da membro associato di Rugby Europe e l'esclusione da qualsiasi competizione di club e internazionale, con conseguente annullamento dell'incontro con i Paesi Bassi.
La partita di chiusura del torneo a Soči tra Russia e Paesi Bassi avrebbe dovuto tenersi nello stesso impianto e a seguire dell'incontro tra le rappresentative maschili degli stessi due Paesi valida per il corrispondente campionato europeo, e annullata anch'essa.
Parallelamente al torneo maggiore, se ne tenne uno di seconda divisione, detto Trophy, tra sette squadre divise in due gironi, uno da quattro con gare all'italiana, e l'altro da tre in cui le squadre disputano gli incontri che le legislazioni nazionali su restrizioni e quarantene di contrasto alla pandemia di COVID-19 permettono di tenersi.

## Squadre partecipanti
| Campionato  | Trofeo    | Trofeo     |
| Campionato  | Girone A  | Girone B   |
| ----------- | --------- | ---------- |
| Paesi Bassi | Finlandia | Belgio     |
| Russia      | Rep. Ceca | Germania   |
| Spagna      | Svezia    | Portogallo |
|             | Svizzera  |            |

## Campionato europeo
| Arbitro: | Doriane Domenjo |

|  |    | |
|  | mt | 2’, 76’ Piquero 8’ P. García 15’ Segarra 45’ Ducher 55’, 79’ Puig 60’ Pérez 66’ Castro 71’ Castelo 77’ Fresneda |
|  | tr | 2’, 15’, 56’ P. García 66’, 71’, 77’, 79’ Ducher                                                                |

| Arbitro: | Kathie Ritchie |

|                                                  |      |  |
| Ducher 15’ P. García 40’ Puig 70’ Z. Pérez 80+1’ | mt   |  |
| P. García 15’ Ducher 70’                         | tr   |  |
| P. García 65’                                    | c.p. |  |

### Classifica
| Pos | Squadra     | G | V | N | P | PF | PS | DP  | BMP | Pt |
| --- | ----------- | - | - | - | - | -- | -- | --- | --- | -- |
| 1   | Spagna      | 2 | 2 | 0 | 0 | 96 | 0  | +96 | 2   | 10 |
| 2   | Paesi Bassi | 1 | 0 | 0 | 1 | 0  | 69 | −69 | 0   | 0  |
| 3   | Russia      | 1 | 0 | 0 | 1 | 0  | 27 | −27 | 0   | 0  |

## Trofeo europeo

### Girone A
| Data       | Incontro              | Risultato | Sede            |
| ---------- | --------------------- | --------- | --------------- |
| 16-10-2021 | Finlandia ― Svezia    | 10-24     | Helsinki        |
| 31-10-2021 | Svezia ― Svizzera     | 31-12     | Norrköping      |
| 6-11-2021  | Rep. Ceca ― Finlandia | 39-12     | Praga           |
| 13-11-2021 | Svizzera ― Rep. Ceca  | 0-27      | Nyon            |
| 12-03-2022 | Svizzera ― Svezia     | 0-48      | Plan-les-Ouates |
| 28-05-2022 | Finlandia ― Svizzera  | 80-0      | Porvoo          |

### Classifica
| Pos | Squadra   | G | V | N | P | PF  | PS  | P±   | BP | PT |
| --- | --------- | - | - | - | - | --- | --- | ---- | -- | -- |
| A1  | Svezia    | 3 | 3 | 0 | 0 | 103 | 22  | 81   | 2  | 14 |
| A2  | Rep. Ceca | 3 | 2 | 0 | 1 | 78  | 43  | 35   | 2  | 10 |
| A3  | Finlandia | 3 | 1 | 0 | 2 | 102 | 63  | 39   | 1  | 5  |
| A4  | Svizzera  | 3 | 0 | 0 | 3 | 0   | 155 | −155 | 0  | 0  |

### Girone B
| Data      | Incontro              | Risultato | Sede   |
| --------- | --------------------- | --------- | ------ |
| 4-12-2021 | Portogallo ― Belgio   | 10-8      | Oeiras |
| 30-4-2022 | Portogallo ― Germania | 57-0      | Oeiras |

### Classifica
| Pos | Squadra    | G | V | N | P | PF | PS | P±  | BP | PT |
| --- | ---------- | - | - | - | - | -- | -- | --- | -- | -- |
| B1  | Portogallo | 2 | 2 | 0 | 0 | 67 | 8  | 59  | 1  | 9  |
| B2  | Belgio     | 1 | 0 | 0 | 1 | 8  | 10 | −2  | 1  | 1  |
| B3  | Germania   | 1 | 0 | 0 | 1 | 0  | 57 | −57 | 0  | 0  |